# ORG-2058
ORG-2058（化学名16α-乙基-21-羟基-19-去甲孕酮）是一种人工合成的19-去甲孕酮衍生孕激素，分子式C22H32O3，从未上市销售。